# Rolf Wolfshohl
Rolf Wolfshohl (Colonia, 27 dicembre 1938 – 18 settembre 2024) è stato un ciclista su strada, ciclocrossista e pistard tedesco, professionista dal 1960 al 1976. Vinse una Vuelta a España nel 1965 e fu specialista nel ciclocross con tre vittorie nei campionati mondiali di categoria (1960, 1961 e 1963), cinque secondi posti (1959, 1965, 1967, 1969 e 1972) e tre terzi posti (1966, 1970 e 1973). Nel corso della sua carriera proseguì sempre le due attività ciclistiche in parallelo.

## Carriera
Nel ciclocross si impose già nei campionati nazionali di specialità da dilettante nel 1956, poco prima di passare tra i professionisti, categoria nella quale i titoli nazionali furono quattordici.
Contemporaneamente decise di dedicarsi anche alle prove su strada e già nel 1959 riuscì a vincere una corsa: il Giro del Limburgo e fu terzo nella Rund un Dortmund.
Già nel giro della nazionale tedesca di ciclocross, entrò a far parte anche della selezione su strada: furono quattro le sue partecipazioni alle prove mondiali in linea e il risultato più importante fu nel 1962, quando arrivò ad un passo dal podio terminando quarto.
Iniziò a mettersi in evidenza come uomo da corse a tappe nel 1960 quando arrivò quarto nella classifica generale finale del Giro di Germania, con diversi piazzamenti nei primi dieci nelle singole tappe. L'anno seguente arrivò sempre quarto nel Critérium du Dauphiné Libéré.
L'anno della svolta nelle prove su strada fu il 1962, quando arrivò terzo ad inizio stagione nella Parigi-Nizza e successivamente vinse il Weekend delle Ardenne. In quegli anni infatti le classiche belghe Freccia Vallone e Liegi-Bastogne-Liegi erano appaiate nel challenge "Weekend delle Ardenne" e Wolfshohl lo vinse arrivando rispettivamente settimo e secondo. Alla Liegi fu battuto solo da Jef Planckaert. Nella stessa stagione vinse anche la Euskal Bizikleta, con anche due affermazioni di tappa, mentre al Critérium du Dauphiné Libéré terminò tredicesimo. Si riscattò al Tour de France, il primo dei suoi sei, in cui fu quindicesimo, ottenendo anche un terzo posto nella quarta tappa e un quarto nelle sesta.
Nel 1963 vinse diverse corse, sia su strada che nel cross, ma non si confermò nelle prove a tappe. Fu sconfitto sia nel campionato nazionale tedesco, dove fu battuto da Sizi Renz, sia alla Milano-Sanremo, battuto dal più veloce francese Joseph Groussard.
Nel 1965 ottenne la sua più importante vittoria nelle corse su strada, aggiudicandosi la classifica generale della Vuelta a España: partito come vice di Raymond Poulidor, seppe prendersi i gradi di capitano sulla strada riuscendo a vincere con oltre sei minuti di vantaggio la corsa proprio sul campione e compagno francese.
Nel 1966 ottenne diversi piazzamenti nelle classiche, fu quinto alla Bordeaux-Parigi e ottavo nella Freccia Vallone, ma nelle corse a tappe non confermò i risultati degli anni precedenti e non riuscì a fare meglio di un secondo posto al Giro del Belgio. Si riprese nel 1967 quando, senza riuscire ad entrare nei primi dieci della generale al Tour de France e alla Vuelta a España, in entrambe colse un successo di tappa e fu terzo alla Parigi-Nizza.
Nel 1968 tornò a far parlare di sé nelle corse a tappe e in particolare al Tour de France. Classificatosi decimo al Giro del Lussemburgo, arrivò alla corsa francese con una condizione che gli permise di sfiorare il successo nella sedicesima tappa, dove fu battuto solo da Franco Bitossi, piazzamento che tuttavia gli permise di indossare la maglia gialla che però perse il giorno dopo a causa di una caduta. Riuscì comunque a terminare la corsa al sesto posto della classifica generale finale e, pur non ottenendo alcun successo parziale, furono in tutto sette i suoi piazzamenti nei primi dieci nelle tappe.
Nel 1969 colse un ottavo posto alla Vuelta a España, stesso risultato raggiunto nella Parigi-Nizza.
L'anno seguente terminò sesto alla Milano-Sanremo e vinse una tappa al Tour de France. Partecipò anche ai mondiali che concluse dodicesimo. Nel 1972 colse gli ultimi piazzamenti, con un quinto posto alla Milano-Sanremo e un sesto alla Het Volk, oltre a un paio di piazzamenti in tappe del Tour de France e la vittoria in diversi criterium.
Si ritirò nel 1973 con un attivo di 140 vittorie fra strada e ciclocross.

## Palmarès

### Strada
- 1959

Giro del Limburgo
- 1962

Grand Prix d'Orchies
3ª tappa, 2ª semitappa Euskal Bizikleta
5ª tappa Euskal Bizikleta
Classifica generale Euskal Bizikleta
Classifica generale Tour d l'Aude
6ª tappa, 1ª semitappa Critérium du Dauphiné Libéré
4ª tappa, 2ª semitappa Tour du Sud-Est
- 1963

7ª tappa Paris-Nice
- 1965

Classifica generale Vuelta a España
- 1966

4ª tappa 4 Jours de Dunkerque
- 1967

15ª tappa Tour de France
15ª tappa Vuelta a España
- 1968

Classifica generale Paris-Nice
Campionati tedeschi, Prova in linea
- 1970

20ª tappa Tour de France

### Cross
- 1955-1956 (dilettanti)

Campionati tedeschi, Dilettanti
- 1956-1957 (dilettanti)

Ciclocross di Aquisgrana
- 1957-1958 (dilettanti)

Campionati tedeschi
Ciclocross di Edelare
Ciclocross di Ettelbruck
Ciclocross di Hersin-Coupigny
Ciclocross di Lussemburgo-Limpertsperg
Ciclocross di Esch-sur-Alzette
Ciclocross di Dommeldange
Ciclocross di Belvaux
- 1958-1959 (dilettanti)

Campionati tedeschi
Ciclocross di Ettelbruck
- 1959-1960 (dilettanti)

Campionati del mondo
Campionati tedeschi
Nordzeecross
Ciclocross di Harelbeke
Cyclo-cross de Mazé
Criterium Martini
- 1960-1961

Campionati del mondo
Campionati tedeschi
Nordzeecross
Ciclocross di Michelen-Battel
- 1961-1962

Campionati tedeschi
Ciclocross di Giussano
- 1962-1963

Campionati tedeschi
- 1963-1964

Campionati del mondo
Campionati tedeschi
- 1964-1965

Campionati tedeschi
Cyclo-cross de Mazé
Schulteiss-Cup
- 1965-1966

Campionati tedeschi
- 1966-1967

Campionati tedeschi
Schulteiss-Cup
Ciclocross di Solbiate Olona
- 1967-1968

Campionati tedeschi
- 1968-1969

Campionati tedeschi
- 1969-1970

Campionati tedeschi
- 1970-1971

Schulteiss-Cup
- 1971-1972

Campionati tedeschi
Ciclocross di Hannover-Hainholz
Schulteiss-Cup
Ciclocross di Colonia
Ciclocross di Friburgo
- 1972-1973

Campionati tedeschi
Cyclo-cross de Mazé
Ciclocross di Soumagne
- 1974-1975

Ciclocross di Valladolid
- 1975-1976

Ciclocross di Amorebieta

## Piazzamenti

### Grandi Giri
- Tour de France

1962: 15º
1963: ritirato (4ª tappa)
1965: ritirato (10ª tappa)
1966: 39º
1967: 31º
1968: 6º
1970: 37º
1971: 71º
1972: 24º
- Vuelta a España

1965: vincitore
1967: 15º
1969: 6º
1970: ritirato
1971: 20º

### Classiche monumento
- Milano-Sanremo

1963: 2º
1965: 4º
1967: 29º
1968: 39º
1969: 24º
1970: 6º
1972: 5º
- Giro delle Fiandre

1963: 36º
1966: 39º
1967: 84º
1971: 75º
1972: 31º
- Parigi-Roubaix

1961: 111º
1962: 51º
1963: 11º
1965: 19º
1967: 21º
- Liegi-Bastogne-Liegi

1962: 2º
- Giro di Lombardia

1962: 22º
1963: ritirato
1965: 13º
1966: ritirato

### Competizioni mondiali
- Campionati del mondo su strada

Karl-Marx-Stadt 1960 - In linea: ritirato
Berna 1961 - In linea: ritirato
Salò 1962 - In linea: 4º
Ronsse 1963 - In linea: ritirato
San Sebastián 1965 - In linea: ritirato
Nürburgring 1966 - In linea: ritirato
Heerlen 1967 - In linea: 13º
Imola 1968 - In linea: 8º
Zolder 1969 - In linea: 10º
Leicester 1970 - In linea: 12º
Mendrisio 1971 - In linea: ritirato
Gap 1972 - In linea: ritirato
- Campionati del mondo di ciclocross

Edelare 1957: 7º
Limoges 1958: 3º
Ginevra 1959: 2º
Tolosa 1960: vincitore
Hannover 1961: vincitore
Calais 1963: vincitore
Cavaria 1965: 2º
Beasain 1966: 3º
Zurigo 1967: 2º
Magstadt 1969: 2º
Zolder 1970: 3º
Praga 1972: 2º
Londra 1973: 3º